# A Place to Call Home
A Place to Call Home é uma série de televisão australiana exibido pela primeira vez na Seven Network em 28 de abril de 2013.
Foi criado por Bevan Lee e foi descrito como um "melodrama convincente sobre o amor e a perda contra a mudança social da década de 1950".

## Elenco

### Elenco principal
Elenco principal (creditado) 
      Elenco de apoio/recorrente (3+)
      Elenco convidado (1-2)
| Atores                   | Personagem        | Temporadas | Temporadas | Temporadas | Temporadas | Temporadas |
| Atores                   | Personagem        | 1ª         | 2ª         | 3ª         | 4ª         | 5ª         |
| ------------------------ | ----------------- | ---------- | ---------- | ---------- | ---------- | ---------- |
| Marta Dusseldorp         | Sarah Adams       | Regular    | Regular    | Regular    | Regular    | Regular    |
| Noni Hazlehurst          | Elizabeth Bligh   | Regular    | Regular    | Regular    | Regular    | Regular    |
| Brett Climo              | George Bligh      | Regular    | Regular    | Regular    | Regular    | Regular    |
| Craig Hall               | Jack Duncan       | Regular    | Regular    | Regular    | Regular    | Regular    |
| David Berry              | James Bligh       | Regular    | Regular    | Regular    | Regular    | Recorrente |
| Arianwen Parkes-Lockwood | Olivia Bligh      | Regular    | Regular    | Regular    | Regular    | Regular    |
| Abby Earl                | Anna Bligh        | Regular    | Regular    | Regular    | Regular    | Regular    |
| Frankie J. Holden        | Roy Briggs        | Regular    | Regular    | Regular    | Regular    | Regular    |
| Sara Wiseman             | Carolyn Bligh     | Recorrente | Regular    | Regular    | Regular    | Regular    |
| Tim Draxl                | Dr. Henry Fox     | Ausente    | Ausente    | Regular    | Regular    | Regular    |
| Deborah Kennedy          | Doris Collins     | Recorrente | Recorrente | Recorrente | Regular    | Regular    |
| Aldo Mignone             | Gino Poletti      | Regular    | Regular    | Regular    | Regular    | Ausente    |
| Jenni Baird              | Regina Standish   | Regular    | Regular    | Regular    | Regular    | Regular    |
| Dominic Allburn          | Harry Polson      | Regular    | Ausente    | Ausente    | Recorrente | Ausente    |
| Matt Levett              | Andrew Swanson    | Recorrente | Regular    | Ausente    | Ausente    | Ausente    |
| Ben Winspear             | Dr. Rene Nordmann | Ausente    | Recorrente | Regular    | Ausente    | Ausente    |
| Brenna Harding           | Rose O'Connell    | Ausente    | Ausente    | Recorrente | Regular    | Ausente    |
| Robert Coleby            | Douglas Goddard   | Regular    | Regular    | Regular    | Regular    | Regular    |

### Elenco recorrente
- Heather Mitchell como Prudence Swanson
- Judi Farr como Peg Maloney
- Dina Panozzo como Carla Poletti
- Krew Boylan / Amy Mathews como Amy Polson
- Angelo D'Angelo como Amo Poletti
- Jacinta Acevski como Alma Grey
- Scott Grimley como Norman Parker
- Rick Donald como Lloyd Ellis-Parker
- Michael Sheasby como Bert Ford
- Mark Lee como Richard Bennett
- Robert Coleby as Douglas Goddard